# Kongeriget Kaffa
Kongeriget Kaffa var et kongerige beliggende i det nuværende Etiopien fra 1390 til 1897, med sin første hovedstad i byen Bonga. Gojebfloden dannede dens nordlige grænse, bag hvilken Gibe-kongerigerne lå; mod øst lå Konta- og Kullofolkkenes territorium mellem Kaffa og Omofloden; mod syd boede talrige undergrupper af Gimira- folket, og mod vest Majangir-folket. Det oprindelige sprog, også kendt som Kaffa, er et af den omotiske sproggruppe.
Kaffa var opdelt i fire undergrupper, der talte et fælles sprog, Kefficho, et af Gonga/Kefoid-gruppen af omotiske sprog; en række grupper af udlændinge, etiopiske muslimske handlende og medlemmer af den etiopiske kirke boede også i kongeriget. Der var en række grupper af mennesker, med  lavere status, som også boede i kongeriget; disse omfattede Manjo'erne, eller jægere; Manne'erne, eller læderarbejderne; og Qemmo'erne, eller smede. Manjo'erne havde endda deres egen konge, udpeget af kongen af Kaffa, og som fik til opgave at bevogte det kongelige kompleks og kongerigets porte.  Kongeriget blev  erobret i 1897 og til sidst annekteret af Etiopien.
Området hvor det tidligere kongerige lå, er i de sydlige dele af det etiopiske højland med skovstrækninger. Det bjergrige land er meget frugtbart og der kan høstes tre gange om året.

## Historie
Kongeriget Kaffa blev grundlagt omkring 1390 af Minjo, som ifølge mundtlig tradition afsatte Mato-dynastiet med 32 konger, men "ingen husker navnet på en eneste af dem." Den første hovedstad Bonga blev enten grundlagt eller erobret af Bon-noghe; den blev senere erstattet af Anderaccha, men Bonga bevarede sin betydning..
I løbet af det 16. århundrede overbeviste Abessiniens kejser Sarsa Dengel kongeriget om officielt at acceptere kristendommen som statsreligion.  I de følgende århundreder svækkedes den abessinske konges indflydelse, og kristendommen forsvandt mere eller mindre, selvom Sankt Georgs kirke blev brugt som et "mandligt ritualhus for Georg" indtil slutningen af det 19. århundrede, hvor kristen praksis blev genintroduceret.
Med Gali Ginocho (1675-1710) begyndte Kaffa-kongerne at udvide kongerigets grænser og annekterede de små Gimira-stater She, Benesho og Majango. Nabostaten Welayta kom under deres kontrol under Tato Shagi Sherochos regeringstid (1775-1795), der udvidede sit kongeriges grænser så langt som Omo mod sydøst og næsten til sammenløbet af Omo og Denchya mod syd. Det var under kong Hoti Gaochos regeringstid (1798-1821), at Kaffa-kongernes territorium nåede sit højdepunkt. Ifølge Orent fortæller Kaffa-folkets traditioner, at han herskede vidt og bredt og erobrede, hvor end han gik, selv så langt væk som Wolleta og Kambaata. "Den dag i dag taler nogle mennesker stadig om dengang, hvor deres forfædre besejrede alle deres fjender og satte sig ved foden af et berømt træ i Wolliso og besluttede sig for ikke at gå længere ind i Shewa-provinsen," konkluderer Orent.
Omkring det 18. århundrede blev kongeriget invaderet af mecha-oromoerne, men på grund af det vanskelige terræn var Kaffa i stand til at afvise invasionen. Imidlertid gik alle territorier nord for Gojeb-floden tabt til oromoerne.
Den sidste Kaffa-konge, Gaki Sherocho, modstod i månedsvis de kombinerede hære af Welde Giyorgis Aboye, Ras Damisse og kong Abba Jifar II af Jimma, indtil han blev taget til fange 11. september 1897, og først blev sendt til Ankober, derefter til Addis Abeba. Kaffa blev derefter holdt som et len af Wolde Giyogis indtil 1914. Under sit besøg i Kaffa i 1897 studerede russeren  Alexander Bulatovich  indbyggernes kultur og beskrev dem i sin bog With the Armies of Menelik II, emperor of Ethiopia, der identificerede en række af de mere almindelige praksisser. Efter annekteringen til Etiopien led indbyggerne meget på grund af slaveangrebene organiseret af Abba Jifar II, og regionen blev næsten ubeboet. Under reorganiseringen af provinserne i 1942 blev det tidligere kongerige udvidet med tilføjelse af en række andre kongeriger fra Gibe-regionen, og blev til Kaffa-provinsen.

## Økonomi
I Kaffa blev Maria Theresa-dalere (MT) og saltblokke kaldet amoleh brugt som valuta (ligesom i resten af Etiopien) helt frem til 1905, og de cirkulerede med et forhold på fire eller fem amoleh pr. MT.
Økonomien var baseret på eksport af guld, civetolie og slaver. I jordbruget blev der dyrket kaffe og bomuld. Ifølge historikeren Richard Pankhurst var mængden af eksporteret kaffe dog aldrig stor: han nævner et estimat for produktionen i 1880'erne på 50.000 til 60.000 kg om året. Der blev opdrættet husdyr, og honningbier blev holdt i tønder (kaldet gendo), som blev hængt op i træer.

## Yderligere læsning
- Jon Abbink, 'Käfa etnografi', i S. Uhlig, red., Encyclopaedia Aethiopica (Wiesbaden: Harrassowitz), vol. 3, 2007, s. 327–329.
- Jon Abbink, 'Käfa-historie', i S. Uhlig, red., Encyclopaedia Aethiopica, (Wiesbaden: Harrassowitz), bd. 3, 2007, s. 322–324.
- Jon Abbink, 'Gaki Sherocho, Käfa-konge'. I: EK Akyeampong & HL Gates Jr., red., Dictionary of African Biography, bind 2, s. 410–411. New York: Oxford University Press.
- Werner Lange, Historien om det sydlige Gonga (Sydøstlige Etiopien) . Wiesbaden: Franz Steiner, 1982.

- Wikimedia Commons har flere filer relateret til Kongeriget Kaffa